# ژوسوئه دوریو
ژوسوئه دوریو (انگلیسی: Josué Dorrio؛ زادهٔ ۳ مارس ۱۹۹۴) بازیکن فوتبال اهل اسپانیا است.
از باشگاه‌هایی که در آن بازی کرده‌است می‌توان به باشگاه فوتبال ایبار و باشگاه فوتبال رئال مورسیا اشاره کرد.